# VV Rigtersbleek in het seizoen 1958/59
Het seizoen 1958/1959 was het vijfde jaar in het bestaan van de Enschedese voetbalclub Rigtersbleek. De club kwam uit in de Eerste divisie B en eindigde daarin op de 14e plaats. Tevens deed de club mee aan het toernooi om de KNVB beker, hierin werd in de voorronde verloren van Zwolsche Boys (0–2).

## Wedstrijdstatistieken

### Eerste divisie B
|       | Excelsior | GVAV  | Helmondia '55 | Heracles | Hermes DVS | HVC   | KFC   | RBC   | RCH   | Roda Sport | Sittardia | Stormvogels | Vitesse | De Volewijckers |
| ----- | --------- | ----- | ------------- | -------- | ---------- | ----- | ----- | ----- | ----- | ---------- | --------- | ----------- | ------- | --------------- |
| Thuis | 1 – 1     | 0 – 1 | 5 – 4         | 3 – 0    | 1 – 1      | 0 – 5 | 6 – 1 | 1 – 5 | 2 – 0 | 4 – 2      | 2 – 3     | 0 – 6       | 6 – 1   | 2 – 6           |
| Uit   | 1 – 1     | 2 – 0 | 4 – 3         | 2 – 2    | 3 – 1      | 3 – 1 | 4 – 1 | 2 – 2 | 3 – 0 | 2 – 1      | 5 – 1     | 0 – 1       | 3 – 1   | 3 – 0           |

### KNVB beker
| Voorronde                                               | Zwolsche Boys                        | 2 – 0 (0 – 0) | Rigtersbleek |
| 28 september 1958 Plaats: Zwolle Gemeentelijk Sportpark | Hennie van Nee 65' Roelof Hofman 81' |               |              |

## Statistieken Rigtersbleek 1958/1959

### Eindstand Rigtersbleek in de Nederlandse Eerste divisie B 1958 / 1959
| Stand | Gespeeld | Gewonnen | Gelijk | Verloren | Punten | Doelpunten voor | Doelpunten tegen |
| ----- | -------- | -------- | ------ | -------- | ------ | --------------- | ---------------- |
| 14e   | 28       | 7        | 5      | 16       | 19     | 48              | 73               |

### Topscorers
| #      | Naam                 | Goal |
| ------ | -------------------- | ---- |
| 1.     | Gerrit Trooster      | 16   |
| 2.     | Frans Olde Riekerink | 14   |
| 3.     | Hennie Nijhuis       | 5    |
| 4.     | Jan Zwierink         | 4    |
| 5.     | Jan Olde Riekerink   | 3    |
| 5.     | Bennie de Vries      | 3    |
| 7.     | Arnold Bosch         | 1    |
| 7.     | Herman Selderhuis    | 1    |
| 7.     | Hennie Vrelink       | 1    |
| Totaal | Totaal               | 48   |

| #      | Naam        | Goal |
| ------ | ----------- | ---- |
| –      | Geen speler | 0    |
| Totaal | Totaal      | 0    |